# Episodi di Blue Heelers - Poliziotti con il cuore (settima stagione)
La settima stagione della serie televisiva Blue Heelers - Poliziotti con il cuore è stata trasmessa in anteprima in Australia da Seven Network tra il 9 febbraio 2000 e il 22 novembre 2000.
| nº | Titolo originale         | Titolo italiano | Prima TV Australia | Prima TV Italia |
| -- | ------------------------ | --------------- | ------------------ | --------------- |
| 1  | Loose Ends               |                 | 9 febbraio 2000    |                 |
| 2  | One More Day             |                 | 16 febbraio 2000   |                 |
| 3  | Aftermath                |                 | 23 febbraio 2000   |                 |
| 4  | Shadow of Doubt          |                 | 1º marzo 2000      |                 |
| 5  | Chip Off the Old Block   |                 | 8 marzo 2000       |                 |
| 6  | Code of Honour           |                 | 15 marzo 2000      |                 |
| 7  | Life Class               |                 | 22 marzo 2000      |                 |
| 8  | Vanishing Act            |                 | 29 marzo 2000      |                 |
| 9  | Unfinished Business      |                 | 5 aprile 2000      |                 |
| 10 | Out of the Shadows       |                 | 12 aprile 2000     |                 |
| 11 | Dance Crazy              |                 | 19 aprile 2000     |                 |
| 12 | Welcome Back             |                 | 26 aprile 2000     |                 |
| 13 | Broken Windows           |                 | 3 maggio 2000      |                 |
| 14 | Something Fishy          |                 | 10 maggio 2000     |                 |
| 15 | Dead for Quids           |                 | 17 maggio 2000     |                 |
| 16 | On the Road              |                 | 24 maggio 2000     |                 |
| 17 | Lost and Found           |                 | 31 maggio 2000     |                 |
| 18 | Rank Outsider            |                 | 7 giugno 2000      |                 |
| 19 | Conduct Endangering Life |                 | 14 giugno 2000     |                 |
| 20 | A Little Faith           |                 | 21 giugno 2000     |                 |
| 21 | The Gumshoe              |                 | 28 giugno 2000     |                 |
| 22 | Small Potatoes           |                 | 5 luglio 2000      |                 |
| 23 | The Good Kid             |                 | 12 luglio 2000     |                 |
| 24 | Fair Go                  |                 | 19 luglio 2000     |                 |
| 25 | Cop It Sweet             |                 | 26 luglio 2000     |                 |
| 26 | Moving On                |                 | 2 agosto 2000      |                 |
| 27 | Bank on It               |                 | 9 agosto 2000      |                 |
| 28 | Hard Feelings            |                 | 16 agosto 2000     |                 |
| 29 | Running of the Rams      |                 | 23 agosto 2000     |                 |
| 30 | A Tangled Web            |                 | 30 agosto 2000     |                 |
| 31 | On Your Bike             |                 | 6 settembre 2000   |                 |
| 32 | Stir Crazy               |                 | 13 settembre 2000  |                 |
| 33 | Broken Promises (Part 1) |                 | 4 ottobre 2000     |                 |
| 34 | Broken Promises (Part 2) |                 | 4 ottobre 2000     |                 |
| 35 | Wheeling and Dealing     |                 | 11 ottobre 2000    |                 |
| 36 | Mind Over Matter         |                 | 18 ottobre 2000    |                 |
| 37 | Paper Chase              |                 | 25 ottobre 2000    |                 |
| 38 | Bully Boys               |                 | 11 gennaio 2000    |                 |
| 39 | Bloodlines               |                 | 8 novembre 2000    |                 |
| 40 | Ten Percent              |                 | 15 novembre 2000   |                 |
| 41 | Leg Work                 |                 | 22 novembre 2000   |                 |